# Jadwiga Witkiewiczowa

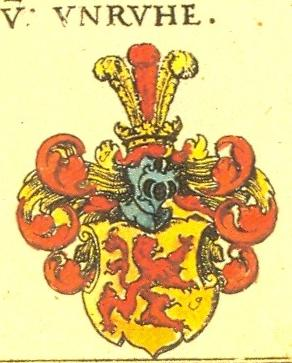
Herb rodziny Unrug

Jadwiga Witkiewiczowa, z domu Unrug, „Nina” (ur. 24 sierpnia 1893 w Mokijowcach, zm. 28 grudnia 1968 w Warszawie) – żona Stanisława Ignacego Witkiewicza i kustoszka jego spuścizny.

## Życiorys
Jej matka Jadwiga, była córką malarza Juliusza Kossaka i siostrą Wojciecha. Wyszła za mąż za Zygmunta Unruga, zarządcę majątku Mokijowce. Pochodził on z rodu Unrugów stanowiącego gałąź arystokratycznego rodu niemieckiego von Unruh. Rodzice Jadwigi rozstali się w 1912 i matka wraz z córkami przeniosła się do Warszawy, gdzie przy ulicy Brackiej prowadziła pensjonat. Jadwiga otrzymała staranne wykształcenie (ukończyła szkołę średnią A. Wereckiej w Warszawie). W czasie wojny zmarła matka i siostra. Jedynym oparciem dla Jadwigi byli Maria i Wojciech Kossakowie. W 1922 w Zakopanem, gdzie była na kuracji, poznała Stanisława Ignacego Witkiewicza (Witkacego). Po raz drugi przyjechała do Zakopanego w lutym 1923, a 30 kwietnia 1923 poślubiła Witkacego. Świadkiem na ślubie był August Zamoyski. Małżeństwo Witkiewiczów przechodziło różne okresy. Tych złych było coraz więcej. W 1925 Jadwiga wyprowadziła się na stałe do Warszawy (zamieszkała przy ulicy Brackiej 23).
Od tej pory Witkacy przyjeżdżał do Warszawy dwa razy do roku – wczesną wiosną i jesienią, a Jadwiga latem lub zimą. Jadwiga stała się jego pełnomocniczką w Warszawie. Kontaktowała się z redakcjami czasopism, z wydawcami, osobami, które były właścicielami jego obrazów, kiedy były organizowane wystawy, przepisywała na maszynie jego utwory, robiła korekty artykułów. Była pierwszą czytelniczką większości tekstów literackich i publicystycznych. Witkacy pisał do żony prawie codziennie. Prosił ją wprawdzie, by niszczyła jego listy, ale chyba sam w to nie wierzył.
Mąż chętnie portretował ją – zachował się duży portret pastelowy z 1925 oraz liczne fotografie artystyczne czarno-białe i kolorowane, ujęte jak studium psychologiczne.
Mimo II wojny światowej, okupacji i powstania udało jej się ocalić większość rękopisów Witkacego. Znaczną część listów od niego miała zawsze przy sobie. Resztę już w pierwszych dniach września zakopała w piwnicy kamienicy przy ulicy Brackiej, część oddała na przechowanie znajomym. Po wojnie przez długi czas była praktycznie bez środków do życia. Starała się dorabiać przepisywaniem na maszynie. Bardzo długo jedyne pieniądze pochodziły z wrocławskiej Biblioteki Ossolineum, której sprzedała część posiadanych rękopisów Witkacego. Z praw autorskich korzystała jedynie 3 lata bo od października 1956 do 1959, kiedy wygasły w 20 lat po śmierci Witkacego.

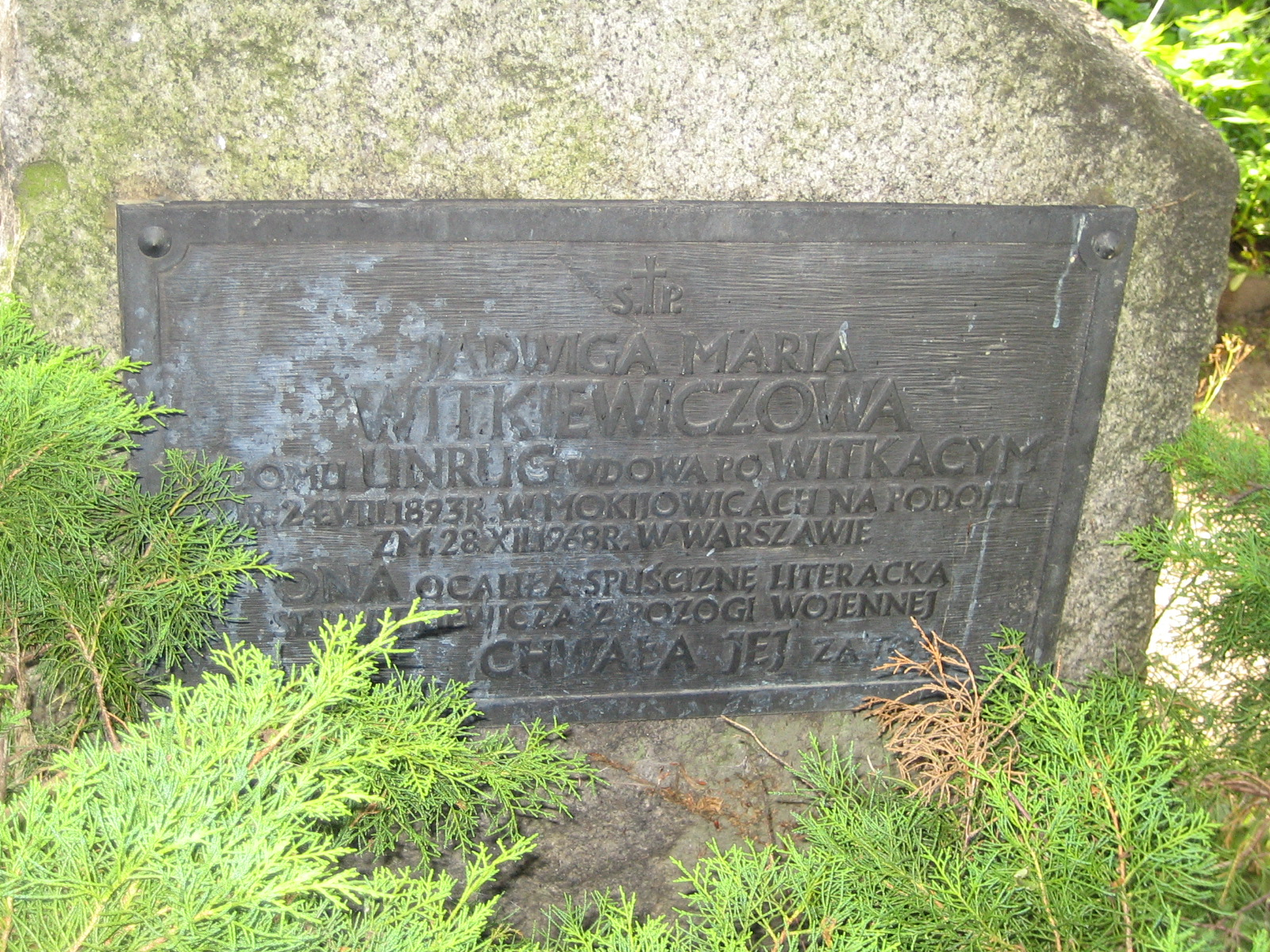
Nagrobek Jadwigi Witkiewiczowej

W 1961 dzięki interwencji Xawerego Dunikowskiego otrzymała kawalerkę w Warszawie i rentę; żyła odtąd bardzo skromnie. Zmarła na chorobę nowotworową, do końca troszcząc się o spuściznę po mężu. Po śmierci zgodnie z jej wolą została pochowana na Cmentarzu Zasłużonych na Pęksowym Brzyzku. Na grobie Halina Leszczyńska (córka Marii Flukowskiej z pierwszego małżeństwa) umieściła tablicę ze słowami: „Ona ocaliła spuściznę literacką St. I. Witkiewicza z pożogi wojennej. Chwała jej za to”.
Zaprzyjaźniona z Marią Flukowską, żoną poety, przekazała obojgu w testamencie archiwum Witkacego (w tym: zespół listów od niego, portrety). Prace te nabyła od Flukowskiej obecna Książnica Pomorska im. Stanisława Staszica w Szczecinie, gdzie są przechowywane.
Jest pochowana na Cmentarzu Zasłużonych na Pęksowym Brzyzku w Zakopanem (kw. P-III-22).